# Jonathan G. Hunton
Jonathan Glidden Hunton, född 14 mars 1781 i Unity, New Hampshire, död 12 oktober 1851 i Fairfield, Maine, var en amerikansk politiker (nationalrepublikan). Han var Maines guvernör 1830–1831.
Hunton studerade juridik och arbetade sedan som advokat i Readfield. Han efterträdde 1830 Joshua Hall som guvernör och efterträddes 1831 av Samuel E. Smith. Som guvernör förespråkade han inrättandet av ett delstatligt mentalsjukhus, något som senare förverkligades. Hunton avled 1851 och gravsattes på Readfield Corner Cemetery i Readfield.